# Verhóczki István
Verhóczki István (Hatvan, 1971. május 22.) magyar gasztronómiai szakember, szakácskönyvek szerzője.

## Élete, munkássága
Iskoláit Rózsaszentmártonon, később Gyöngyösön végezte.
Már fiatalon érdeklődéssel fordult a szakácsművészet felé. Az 1990-es években kezdte el publikálni receptgyűjteményeit, melyek kísérletező szellemről és széles körű érdeklődésről tanúskodtak, a magyar konyhaművészet mellett előszeretettel foglalkozott különböző népek gasztronómiai kultúrájával.
Műveit tömörség és funkcionalitás jellemzi, ezáltal praktikus módon segítik a kezdők és profi szakácsok munkáját egyaránt. Rendszeresen adott ki tematikus receptgyűjteményeket is, eddig több mint 40 szakácskönyve jelent meg. 
Receptjeiben fontos szempont a megvalósíthatóság, elutasítja az öncélú, körülményes gasztronómiai trendeket, a beszerezhető alapanyagokból bármely magyar konyhában elkészíthető ételeket részesíti előnyben.
Az elmúlt két évtizedben könyvei változatlan sikerrel fogytak, és elfoglalták méltó helyüket a magyar gasztronómiai kultúrában.

## Könyvei
- Görög ételek ISBN 963-9117-70-6
- Sütemények ISBN 963-375-279-5
- Igazi magyar ételek ISBN 963-375-340-6
- Kerti parti: Süssünk főzzünk a szabadban ISBN 963-375-238-8
- Bográcsos ételek ISBN 978-963-375-492-4
- Hal- és vadételek ISBN 978-963-9320-77-2
- A világ leghíresebb ételei ISBN 963-9504-81-5
- Wok, serpenyő, római tál ISBN 963-375-369-4
- Vendégváró falatok ISBN 978-963-375-486-3
- Vegetáriánus szakácskönyv ISBN 963-85581-8-0
- Spanyol ételek ISBN 963-9117-76-5
- Salátáskönyv ISBN 963-9504-18-1
- Sajtos ételek ISBN 963-375-108-X
- Régi étkek - mai ízek ISBN 963-9117-48-X
- Pecsenyék és sültek ISBN 963-375-449-6
- Nyári ételek ISBN 963-375-324-4
- Nagyevők szakácskönyve ISBN 963-9117-03-X
- Muffinok, kenyerek és péksütemények ISBN 963-375-399-6
- Magyar tájak ételei ISBN 963-9117-45-5
- Levesek ISBN 963-9673-05-6
- Kínai ételek ISBN 963-9117-77-3
- Kímélő ételek ISBN 963-9673-04-8
- Fogyókúrás finomságok ISBN 963-375-266-3
- Felvidéki ízek ISBN 978-963-375-529-7
- Erdélyi ízek ISBN 963-375-385-6
- Édességek: Csokis és gyümölcsös finomságok ISBN 978-963-9673-35-9
- Délvidéki ízek ISBN 978-963-375-568-6
- Burgonyás finomságok ISBN 978-963-375-503-7
- A család szakácskönyve ISBN 963-375-426-7
- 100 grill recept ISBN 978-963-9673-75-5